# Knoopjeskorst
Knoopjeskorst (Bacidia) is een geslacht van korstmossen behorend tot de familie Ramalinaceae. Het lectotype is Bacidia rosella.
De volgende soorten zijn overgezet naar andere geslachten:
- Regenbaankorst (Bacidia incompta -> Bellicidia incompta)
- Gebogen knoopjeskorst (Bacidia populorum -> (nog) niet in een geslacht geplaatst)

## Soorten
Volgens Index Fungorum bevat het geslacht 101 soorten (peildatum januari 2023):
| Soortnaam                                   | Auteur(s)                                        | Publicatiejaar |
| ------------------------------------------- | ------------------------------------------------ | -------------- |
| Bacidia absistens                           | (Nyl.) Arnold                                    | 1871           |
| Bacidia albogranulosa                       | Malíček, Palice, Vondrák & Kukwa                 | 2018           |
| Bacidia alutacea                            | (Kremp.) Zahlbr.                                 | 1926           |
| Bacidia arceutina (Bleke knoopjeskorst)     | (Ach.) Th. Fr.                                   | 1865           |
| Bacidia areolata                            | Gerasimova & A. Beck                             | 2018           |
| Bacidia beckhausii                          | Körb.                                            | 1860           |
| Bacidia biatorina                           | (Körb.) Vain.                                    | 1922           |
| Bacidia brigitteae                          | Kantvilas                                        | 2017           |
| Bacidia caesiovirens                        | S. Ekman & Holien                                | 1995           |
| Bacidia campbelliae                         | (Müll. Arg.) Zahlbr.                             | 1926           |
| Bacidia carneoglauca                        | (Nyl.) A.L. Sm.                                  | 1911           |
| Bacidia chrysocolla                         | Olech, Czarnota & Llop                           | 2009           |
| Bacidia cinnamomea                          | (Kremp.) Vain.                                   | 1921           |
| Bacidia circumspecta                        | (Norrl. & Nyl.) Malme                            | 1895           |
| Bacidia clauzadei                           | Sérus. & Lambinon                                | 1994           |
| Bacidia conspicua                           | (C. Knight) Zahlbr.                              | 1926           |
| Bacidia convexa                             | (Müll. Arg.) Zahlbr.                             | 1926           |
| Bacidia cornea                              | (Ach.) A. Massal.                                | 1852           |
| Bacidia coruscans                           | S. Ekman                                         | 2004           |
| Bacidia curvispora                          | Coppins & Fryday                                 | 2007           |
| Bacidia cylindrophora                       | (Taylor) Kistenich, Timdal, Bendiksby & S. Ekman | 2018           |
| Bacidia deludens                            | S. Ekman, Tønsberg & van den Boom                | 2021           |
| Bacidia depriestiana                        | Lendemer & Keepers                               | 2021           |
| Bacidia dimerelloides                       | Vězda                                            | 1974           |
| Bacidia effusa                              | (Hook.) Trevis.                                  | 1856           |
| Bacidia ekmaniana                           | R.C. Harris, Ladd & Lendemer                     | 2016           |
| Bacidia elongata                            | Gerasimova & A. Beck                             | 2018           |
| Bacidia entocosmensis                       | (C. Knight) Zahlbr.                              | 1926           |
| Bacidia entodiaphana                        | (C. Knight) Zahlbr.                              | 1926           |
| Bacidia fellhaneroides                      | van den Boom                                     | 2018           |
| Bacidia fluminensis                         | (Malme) M. Cáceres & Lücking                     | 2007           |
| Bacidia fratruelis                          | (Müll. Arg.) Zahlbr.                             | 1926           |
| Bacidia friesiana (Bonte knoopjeskorst)     | (Hepp) Körb.                                     | 1860           |
| Bacidia furfurella                          | (Müll. Arg.) Zahlbr.                             | 1926           |
| Bacidia fuscoviridis (Schaduwknoopjeskorst) | (Anzi) Lettau                                    | 1912           |
| Bacidia gallowayi                           | Coppins & Fryday                                 | 2007           |
| Bacidia gigantensis                         | Lendemer, McCune & McMullin                      | 2020           |
| Bacidia granosa                             | (Tuck.) Zahlbr.                                  | 1926           |
| Bacidia gullahgeechee                       | Lendemer                                         | 2018           |
| Bacidia herbarum                            | (Stizenb.) Arnold                                | 1865           |
| Bacidia iberica                             | Aragón & I. Martínez                             | 2003           |
| Bacidia johnstoniae                         | Elix                                             | 2009           |
| Bacidia kekesiana                           | R.C. Harris                                      | 2009           |
| Bacidia killiasii                           | (Hepp) D. Hawksw.                                | 1983           |
| Bacidia kurilensis                          | Gerasimova, A. Ezhkin & A. Beck                  | 2018           |
| Bacidia laurocerasi (Purperknoopjeskorst)   | (Delise ex Duby) Zahlbr.                         | 1926           |
| Bacidia leucocarpa                          | C. Knight                                        | 1880           |
| Bacidia lithophila                          | Kantvilas                                        | 2018           |
| Bacidia littoralis                          | Kantvilas                                        | 2018           |
| Bacidia lividofusca                         | (Nyl.) Zahlbr.                                   | 1926           |
| Bacidia lividonigrans                       | (Müll. Arg.) Zahlbr.                             | 1926           |
| Bacidia lobarica                            | Printzen & Tønsberg                              | 2007           |
| Bacidia maccarthyi                          | Kantvilas                                        | 2018           |
| Bacidia macquariensis                       | C.W. Dodge                                       | 1968           |
| Bacidia macrospora                          | (C. Knight) Zahlbr.                              | 1926           |
| Bacidia marina                              | Fryday                                           | 2019           |
| Bacidia microphyllina                       | (Tuck.) Riddle                                   | 1923           |
| Bacidia millegrana                          | (Taylor) Zahlbr.                                 | 1888           |
| Bacidia modestula                           | (Müll. Arg.) Zahlbr.                             | 1926           |
| Bacidia multicarpa                          | van den Boom                                     | 2018           |
| Bacidia multiseptata                        | (Shirley) Zahlbr.                                | 1926           |
| Bacidia neofusconigrescens                  | Lücking                                          | 2021           |
| Bacidia obtecta                             | Gerasimova, A. Ezhkin & A. Beck                  | 2021           |
| Bacidia pallida                             | Darb.                                            | 1912           |
| Bacidia paramedialis                        | M. Brand, Coppins, van den Boom & Sérus.         | 2009           |
| Bacidia phyllopsoropsis                     | R.C. Harris & Lendemer                           | 2006           |
| Bacidia pitardii                            | (B. de Lesd.) Zahlbr.                            | 1926           |
| Bacidia placodioides                        | Coppins & Fryday                                 | 2007           |
| Bacidia polychroa                           | (Th. Fr.) Körb.                                  | 1860           |
| Bacidia prasinata                           | (Zahlbr.) Coppins                                | 1983           |
| Bacidia pruinata                            | Fryday                                           | 2019           |
| Bacidia punica                              | Llop                                             | 2010           |
| Bacidia purpurans                           | R.C. Harris, Ladd & Lendemer                     | 2016           |
| Bacidia pycnidiata                          | Czarnota & Coppins                               | 2006           |
| Bacidia raffii                              | (Stirt.) Zahlbr.                                 | 1926           |
| Bacidia rhodocardia                         | (Müll. Arg.) Zahlbr.                             | 1926           |
| Bacidia rosella                             | (Pers.) De Not.                                  | 1846           |
| Bacidia rosellizans                         | S. Ekman                                         | 2009           |
| Bacidia rubella (Iepenknoopjeskorst)        | (Hoffm.) A. Massal.                              | 1852           |
| Bacidia rudis                               | (Müll. Arg.) Zahlbr.                             | 1926           |
| Bacidia sachalinensis                       | Gerasimova, A. Ezhkin & A. Beck                  | 2018           |
| Bacidia scopulicola (Waddenknoopjeskorst)   | (Nyl.) A.L. Sm.                                  | 1911           |
| Bacidia septosior                           | (Nyl.) Zahlbr.                                   | 1926           |
| Bacidia sigmospora                          | van den Boom & Alvarado                          | 2019           |
| Bacidia sipmanii                            | M. Brand, Coppins, van den Boom & Sérus.         | 2009           |
| Bacidia sorediata                           | Lendemer & R.C. Harris                           | 2016           |
| Bacidia squamellosa                         | (S. Ekman) Coppins & Aptroot                     | 2008           |
| Bacidia subareolata                         | A.H. Ekanayaka & K.D. Hyde                       | 2019           |
| Bacidia subproposita                        | (Müll. Arg.) Zahlbr.                             | 1926           |
| Bacidia subturgidula                        | (Nyl.) Zahlbr.                                   | 1926           |
| Bacidia superbula                           | (Müll. Arg.) Zahlbr.                             | 1926           |
| Bacidia superula                            | (Nyl.) Hellb.                                    | 1896           |
| Bacidia surinamensis                        | van den Boom                                     | 2018           |
| Bacidia termitophila                        | Aptroot & M. Cáceres                             | 2014           |
| Bacidia thiersiana                          | Lendemer                                         | 2020           |
| Bacidia thyrrenica                          | Llop                                             | 2007           |
| Bacidia vagula                              | (Vain.) Zahlbr.                                  | 1926           |
| Bacidia vallatula                           | (Jatta) Kantvilas                                | 1993           |
| Bacidia veneta                              | S. Ekman                                         | 2004           |
| Bacidia vinicolor                           | (Stirt.) Zahlbr.                                 | 1926           |
| Bacidia viridescens                         | (A. Massal.) Hellb.                              | 1871           |